# Mađioničar Džo
Mađioničar Džo јe epizoda seriјala Mali rendžer (Kit Teler) obјavljena u Lunov magnus stripu br. 170. Epizoda јe premijerno u bivšoj Jugoslaviji objavljena u novembru 1975. godine. Koštala je 6 dinara (0,34 $; 0,85 DEM). Imala je 56 strana. Izdavač јe bio Dnevnik iz Novog Sada. Epizodu je nacrtao Birađio Balzano, a scenario napisao Andrea Lavezolo.

### Dve epizode u jednoj svesci
U drugom delu ove sveske počinje epizoda Trubadur iz Oklahome, koja se nastavlja u LMS171. Epizoda počinje nenajavljeno na strani 58 i traje do strane 88.

## Originalna epizoda
Ovo je 67. epizoda  objavljena je u svesci pod nazivom L'assedio (Opsada), koja izašla јe premijerno u Italiјi u izdanju Sergio Bonnelli Editore u junu 1969. godine pod rednim broјem 67.
Koštala јe 200 lira (0,32 $; 1,27 DEM). U originalnoj svesci nastavlja se priča započeta u br. 66. (Ombra Rossa). Priča Mađioničar Džo počinje tek na str. 43.

## Kratak sadržaj
Utvrđenje rendžera posećuje putujuće porodično pozorište koje predvodi Džo Krejton. Rendžeri ih primaju, ali Krejtonovi odlučuju da opljačkaju novac koji je tek stigao u utvrđenje za plate rendžera. Krejton uspeva da prevari rendžere tako što se pravi da je bolestan, preoblači se u rendžersku uniformu i maskira se u rendžera O Haru. Preobučen u O Haru, Džo predvodi celu trupu van utvrđenja i ostavlja rendžere bez plata. Kit organizuje poteru za kolima. Potera uspeva da stigne kola i hapsi sve članove trupe osim Džoa, koji je nestao. U tom trenutku na lice mesta pristiže i šerif Bil Morton, koji je već duže vreme za petama Džou i trupi. Kit mu sa olakšanjem predaje uhapšene, ali ga tada očekuje još jedno iznenađenje.

## Reprize
Ova epizoda je reprizirana je u Hrvatskoj u izdanju Ludensa u br. 34. Opsada (11.09.2019). Cena svake je bila 39 kuna (5,3 €). U Srbiji epizode Malog rendžera još nisu reprizirane.

## Prethodna i naredna epizoda
Prethodna sveska Malog rendžera u LMS bila je Crna senka (#167), a naredna Trubadur iz Oklahome (#171), koja ujedno predstavlja i nastavak epizode započete u #170. Redakcija Dnevnika je i ovde izmešala redosled. Epizoda je originalno objavljena posle epizoda LMS174, LMS175, LMS178 ili LMS179, ali je u LMS objavljena pre njih kao #170.